# 呂常
呂常（161年—221年），博望人，三國時期曹魏將領之一。官至橫海將軍，西鄂都鄉侯。

## 正史記載
據《三國志·徐晃傳》，建安二十四年(219年)，關羽出兵北伐，圍困呂常於襄陽城中。
另在曹操的上表中，提到麾下有武猛都尉呂納，與呂常碑之官職及年份相乎，未知是否同一人。

## 演義記載
在《三國演義·第七十三回》中，呂常請求出城挑戰關羽軍隊，曹仁給予其兵二千人，讓他出樊城迎戰。結果被關羽打個大敗，率領殘軍逃回樊城。

## 碑文記載
據《橫海將軍呂君碑銘》記載，呂常為南陽郡博望縣人。以「中勇顯名於州司，試守雉長，執戈秉戎，慎守易，兵不頓於敵國，墜不侵於四鄰」，拜武猛都尉、厲節中郎將、裨將軍，封關內侯。建安十三年（208年），曹操率15萬大軍南征，他也從軍南下，因戰功，封陰德亭侯，領章陵太守。任內13年，因「鳩集荒散，為民統紀，三考有成」，轉拜平狄將軍，改封盧亭侯。建安二十四年（219年），關羽出兵北征，圍困呂常於襄陽城，因呂常法律嚴明，士無異心，使關羽不能攻克其城。關羽敗亡後，隔年（220年）正月，曹丕繼任魏王，呂常由平狄將軍轉拜為橫海將軍，徙封西鄂都鄉侯，食邑並700戶。黃初二年（221年）正月，呂常病死，享年61歲。